# Heinrich Morf (Romanist)

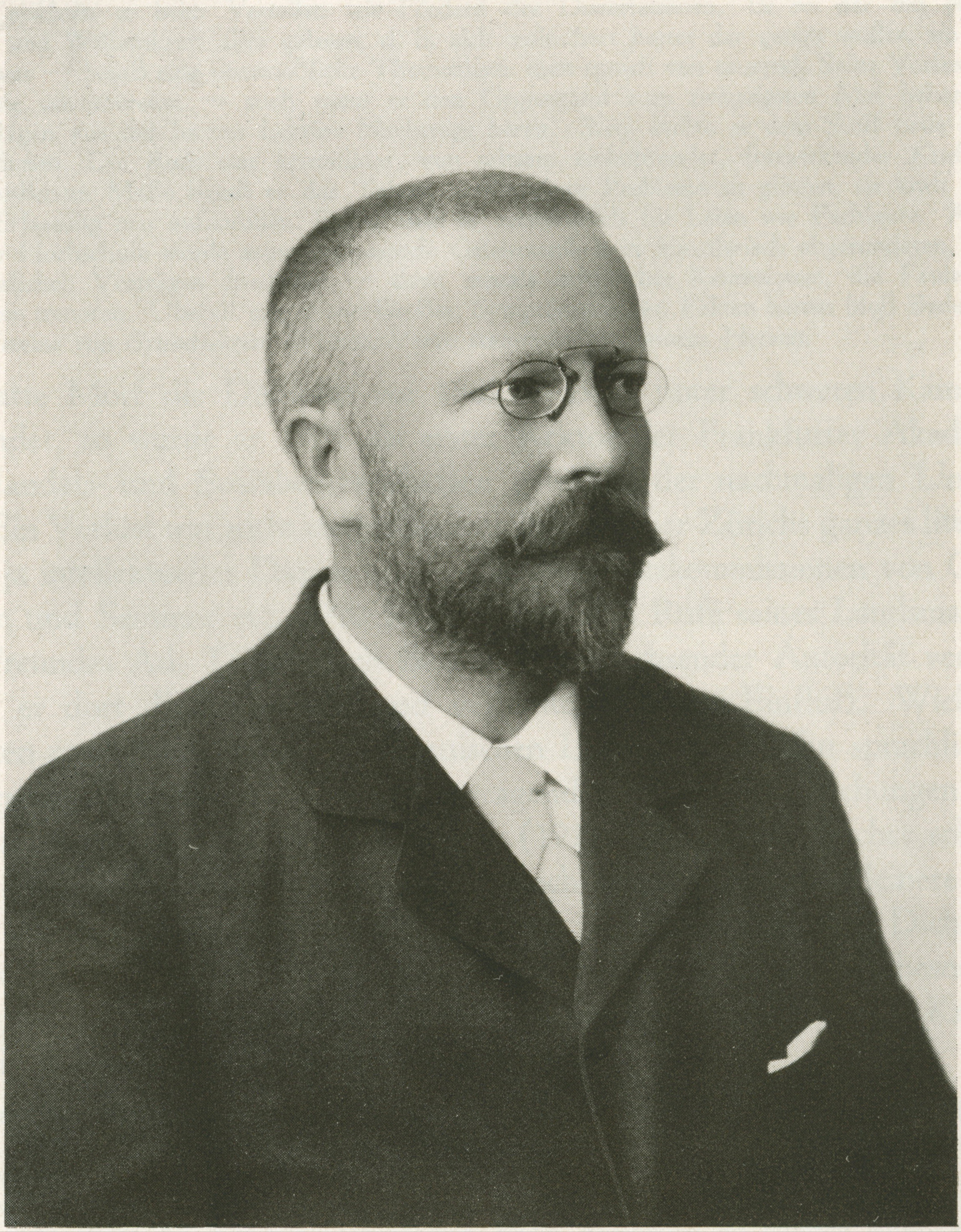
Heinrich Morf

Heinrich Morf (* 23. Oktober 1854 in Münchenbuchsee; † 23. Januar 1921 in Thun) war ein Schweizer Romanist, Sprachwissenschaftler und Literaturwissenschaftler.

## Leben
Morf, Sohn des gleichnamigen Pädagogen Heinrich Morf, studierte in Zürich und Strassburg und promovierte 1877 in Strassburg bei Eduard Böhmer über Die Wortstellung im altfranzösischen Rolandslied (Strassburg 1878). Er wurde 1879 auf Empfehlung von Gaston Paris, Adolf Tobler und Heinrich Schweizer-Sidler ausserordentlicher Professor für Romanische Philologie in Bern und 1889 als Nachfolger von Heinrich Breitinger Ordinarius in Zürich. Durch Herauslösung aus der bestehenden Verbindung mit der Anglistik gründete er das Romanische Seminar der Universität Zürich.
1901 folgte er einem Ruf als Rektor der Frankfurter Akademie für Sozial- und Handelswissenschaften, der Vorläuferin der Universität Frankfurt. 1910 wechselte er als Nachfolger von Adolf Tobler an die Universität Berlin und wurde 1911 Mitglied der Preussischen Akademie der Wissenschaften. Morf gehörte zu den Unterzeichnern des Manifests der 93 vom September 1914, was ihn international isolierte. Die dadurch ausgelöste Depression machte ihn ab Ende 1917 arbeitsunfähig.
Morf war Angehöriger des Kösener Corps Helvetia Zürich und Ehrenmitglied der Neuphilologischen Verbindung Brandenburgia Berlin im WCV.

## Wirken und Forschen
Als Sprachwissenschaftler erkannte Morf früh die Bedeutung der Dialektforschung. Auf seine Anregung hin begründeten seine Zürcher Schüler Louis Gauchat, Ernst Tappolet und Jules Jeanjaquet das Glossaire des patois de la Suisse romande. Er gehörte auch zu den Professoren, die sich aktiv für eine neue Lehrerausbildung einsetzten. In seiner Zürcher Antrittsvorlesung erklärte er: „Der neusprachliche Unterricht darf nicht länger auf der antiquierten mittelalterlichen Sprachbetrachtung beruhen, sondern soll sich auf die heutigen Anschauungen von der Natur der Sprache und des sprachlichen Geschehens gründen“.
1905 widmeten ihm seine Schüler zur Feier seiner 25-jährigen Lehrtätigkeit den Band Aus romanischen Sprachen und Literaturen: Festschrift Heinrich Morf (Halle an der Saale 1905, Nachdruck Genf 1980) mit Beiträgen von Louis P. Betz, Ernest Bovet, Ernst Brugger, Wilhelm Degen, Arturo Farinelli, Adolf Fluri, Louis Gauchat, Jakob Jud, Jules Jeanjaquet, Emile Keller, Martha Langkavel, Marie Johanna Minckwitz, Käthe Schirmacher und Ernst Tappolet.

## Publikationen
- Geschichte der neuern französischen Litteratur (XVI.–XIX. Jahrhundert), Strassburg 1898.
- Aus Dichtung und Sprache der Romanen, Strassburg 1911 (darin S. 331–363 die Zürcher Antrittsvorlesung „Das Studium der romanischen Philologie“).
- Geschichte der französischen Literatur im Zeitalter der Renaissance, 2. Aufl., Strassburg 1914.

## Nachrufe
- Erhard Lommatzsch in: Archiv für das Studium der neueren Sprachen. Band 142, 1920, S. 78–94.
- Gustav Roethe: Gedächtnisrede auf Heinrich Morf vom 30. Juni 1921, in: Sitzungsberichte der Preussischen Akademie der Wissenschaften. 1921, 1. Halbband, S. 521–528.
- Gerhard Rohlfs in: Zeitschrift für romanische Philologie. Band 41, 1921, S. 259–263.